# Giobbe (patriarca di Mosca)
Giobbe, o Iob (in russo: Иов; Starica, 1525 – Starica, 19 giugno 1607), al secolo Ivan (Giovanni), fu il primo patriarca di Mosca e di tutte le Russie dal 1589 al giugno 1605, anno in cui fu rimosso ed esiliato nel monastero di Starica per essersi rifiutato di riconoscere come legittimo zar il Falso Dimitri I.
Nel 1586 divenne metropolita di Mosca, in sostituzione del deposto Dionisio. La sua elevazione a patriarca nel 1589 segnò il definitivo ottenimento della autocefalia della Chiesa ortodossa russa, da cui è venerato come santo, e l'ingresso del nuovo patriarcato moscovita nella Pentarchia, al posto di Roma.

## Biografia

### La vita monastica
Ivan proveniva dalla città di Starica, nella regione di Tver'. Da piccolo suo padre lo mandò presso il Monastero della Dormizione presente nella sua città natale, al fine di ottenere un'istruzione di base. Al monastero imparò a memoria vari testi biblici e maturò un forte interesse verso la vita monastica. Nonostante l'iniziale contrarietà del padre, dopo aver compiuto l'età richiesta per diventare monaco, il futuro patriarca decise di prendere i voti e cambiò il proprio nome da Ivan a Giobbe. Visse nel monastero di Starica per quindici anni facendo il semplice insegnante e salmista, prima di essere nominato archimandrita dello stesso nel 1566 con l'aiuto dello zar Ivan il Terribile, che aveva avuto modo di conoscerlo durante il suo soggiorno nella città.
Nel 1571 fu trasferito a Mosca, dove divenne archimandrita dell'importante monastero Simonov. Nel 1575 fu chiamato a ricoprire lo stesso incarico presso il monastero Novospasskij e il 16 aprile 1581 fu consacrato vescovo di Kolomna. Sebbene considerato non molto dotato intellettualmente da alcuni suoi contemporanei, Giobbe non era privo di ascetismo, espressività, carisma e memoria. Doti che colpirono il reggente Boris Godunov e che gli valsero la nomina a vescovo di Rostov all'inizio del 1586 e quella a metropolita di Mosca nel dicembre dello stesso anno.

### L'elezione patriarcale
Considerando un obiettivo importante il rafforzamento del clero russo, Boris Godunov persuase il Patriarca di Costantinopoli Geremia II a dare il suo assenso alla creazione del Patriarcato di Mosca e di tutte le Russie. Ciò consentì alla Chiesa ortodossa russa di ottenere la piena autocefalia desiderata. Il 17 gennaio 1589 Giobbe fu eletto patriarca riuscendo a prevalere sugli altri due candidati, l'arcivescovo di Rostov e Jaroslavl' Varlaam e il metropolita di Novgorod la Grande e Pskov Alessandro. Alla solenne cerimonia di intronizzazione, tenutasi il 23 gennaio, partecipò anche Geremia II di Costantinopoli.
Nonostante l'istituzione del nuovo patriarcato non fosse stata realizzata nel massimo rispetto delle regole previste, tra il 1590 e il 1593 un apposito concilio ortodosso ne sancì la validità, includendo Mosca nella Pentarchia rimasta orfana della Roma papale. Con quest'atto la teoria che vedeva in Mosca la Terza Roma rinvigorì ulteriormente, anche se il nuovo patriarcato fu posizionato al quinto posto della pentarchia - e non al primo come sperato dai russi - dopo Costantinopoli, Alessandria, Antiochia e Gerusalemme.

### Le attività da patriarca
Giobbe procedette ben presto a delle riforme nella struttura della Chiesa, sia nell'ambito dell'organizzazione delle eparchie che in quello delle comunità monastiche. Tra il 1592 e il 1600 fece costruire dodici nuove chiese a Mosca. Diede poi un grande impulso all'attività missionaria nei territori annessi allo zarato. Durante il suo patriarcato videro la luce le prime chiese della Siberia. Inoltre, patrocinò il processo di canonizzazione di Basilio il Benedetto e Giuseppe di Volokolamsk. Nel 1591 guidò la processione dell'icona della Vergine per le vie di Mosca, pregando contro l'invasione tartara della città.
Nel 1598 a seguito della morte dello zar Fëdor I (mentalmente incapace) e dell'abdicazione di sua moglie, Irina Godunova, si aprì la corsa alla successione. Giobbe esercitò la propria influenza per favorire l'ascesa di Boris Godunov (cognato e reggente del defunto zar). Il 17 febbraio si riunì uno Zemskij sobor, guidato dal patriarca e incaricato di scegliere il nuovo zar. Il 21 febbraio Boris Godunov fu designato come zar e ricevette la benedizione di Giobbe che, il 3 settembre dello stesso anno, poté finalmente incoronarlo. Malgrado lo stretto rapporto che lo legava al nuovo zar, Giobbe in seguito si oppose al progetto del sovrano che avrebbe dovuto portare alla creazione di un'università aperta ai docenti stranieri, poiché convinto che ciò avrebbe potuto danneggiare la conservazione della fede ortodossa.

### Il Falso Dimitri e l'esilio
Il 13 aprile 1605 lo zar Boris morì, non prima di aver ricevuto l'eucaristia da Giobbe. Il patriarca benedisse il figlio del sovrano appena morto, Fëdor, indicandolo come successore. Tuttavia, il falso Dimitri I con i suoi seguaci entrò a Mosca poco dopo causando una rivolta. Giobbe si rifiutò di riconoscerlo come figlio di Ivan il Terribile e cercò di persuadere inutilmente la popolazione a rimanere fedele ai Godunov. Dopo l'uccisione di Fëdor e di sua madre, le armate del Falso Dimitri entrarono nella Cattedrale della Dormizione e un boiardo di nome Basmanov accusò Giobbe di tradimento. Il 24 giugno un Sobor convocato per l'occasione dichiarò la fine del patriarcato di Giobbe sostituendolo con il cretese Ignazio. Giobbe fu costretto all'esilio ma fu lasciato libero di scegliere la destinazione in cui scontarlo. Decise quindi di tornare a Starica. Qui, divenuto ormai completamente cieco, morì il 19 giugno 1607 e fu sepolto. Nel 1652 il quinto patriarca di Mosca, Giuseppe, fece trasferire le reliquie di Giobbe presso la Cattedrale della Dormizione di Mosca.

## Il culto e la canonizzazione
Poco dopo la traslazione delle reliquie, apparì un'agiografia anonima intitolata "Storia di Giobbe Primo, Patriarca di Mosca e di tutte le Russie" (История о первом Иове, патриархе Московском и всея России), in cui si descrivevano i miracoli ottenuti attraverso l'intercessione del patriarca defunto. Fu canonizzato localmente nel 1979 e glorificato nel 1989. Viene ricordato il 5 aprile (giorno della traslazione delle reliquie) e il 19 giugno (giorno della morte).